# Taipei Times
Pour les articles homonymes, voir Times.
Taipei Times (en chinois traditionnel : 台北時報 ; pinyin : Táiběi Shíbào) est un quotidien taïwanais de langue anglaise, fondé en 1999.

## Histoire
Pendant environ 40 ans, China News et le China Post étaient les seuls quotidiens anglophones à Taïwan, jusqu'à l'implantation de journaux étrangers comme l'Asian Wall Street Journal (en) et l'International Herald Tribune.
Le Liberty Times Group, dont la publication principale est le Liberty Times (en), quotidien publié en chinois, choisit d'éditer également un quotidien en langue anglaise. Sous l'impulsion du fondateur du groupe, Lin Rong-san (en), le Taipei Times est ainsi lancé le 15 juin 1999,. Il est alors le troisième journal publié à Taïwan en langue anglaise.
Alors que Taiwan News et le China Post abandonnent leur édition papier afin de se concentrer sur leur site web, respectivement en 2015 et 2017, le Taipei Times reste le seul journal périodique en langue anglaise publié à Taïwan.

## Ligne éditoriale
Suivant son slogan, le Taipei Times revendique « apporter Taïwan au monde et apporter le monde à Taïwan » (en langue originale, « Bringing Taiwan to the world and the world to Taiwan »).
Sa ligne éditoriale est plutôt en faveur de la coalition pan-verte.

## Format
Le journal du Taipei Times comprend une vingtaine de pages en anglais. Elle se compose de trois sections principales : actualités locales et internationales, reportages, et sports.
Il dispose également d'un site web en anglais, offrant également une section bilingue anglais-chinois.